# Eragrostis scopelophila
Eragrostis scopelophila är en gräsart som beskrevs av Pilg.. Eragrostis scopelophila ingår i släktet kärleksgrässläktet, och familjen gräs.
Artens utbredningsområde är Namibia. Inga underarter finns listade i Catalogue of Life.